# 観測天文学

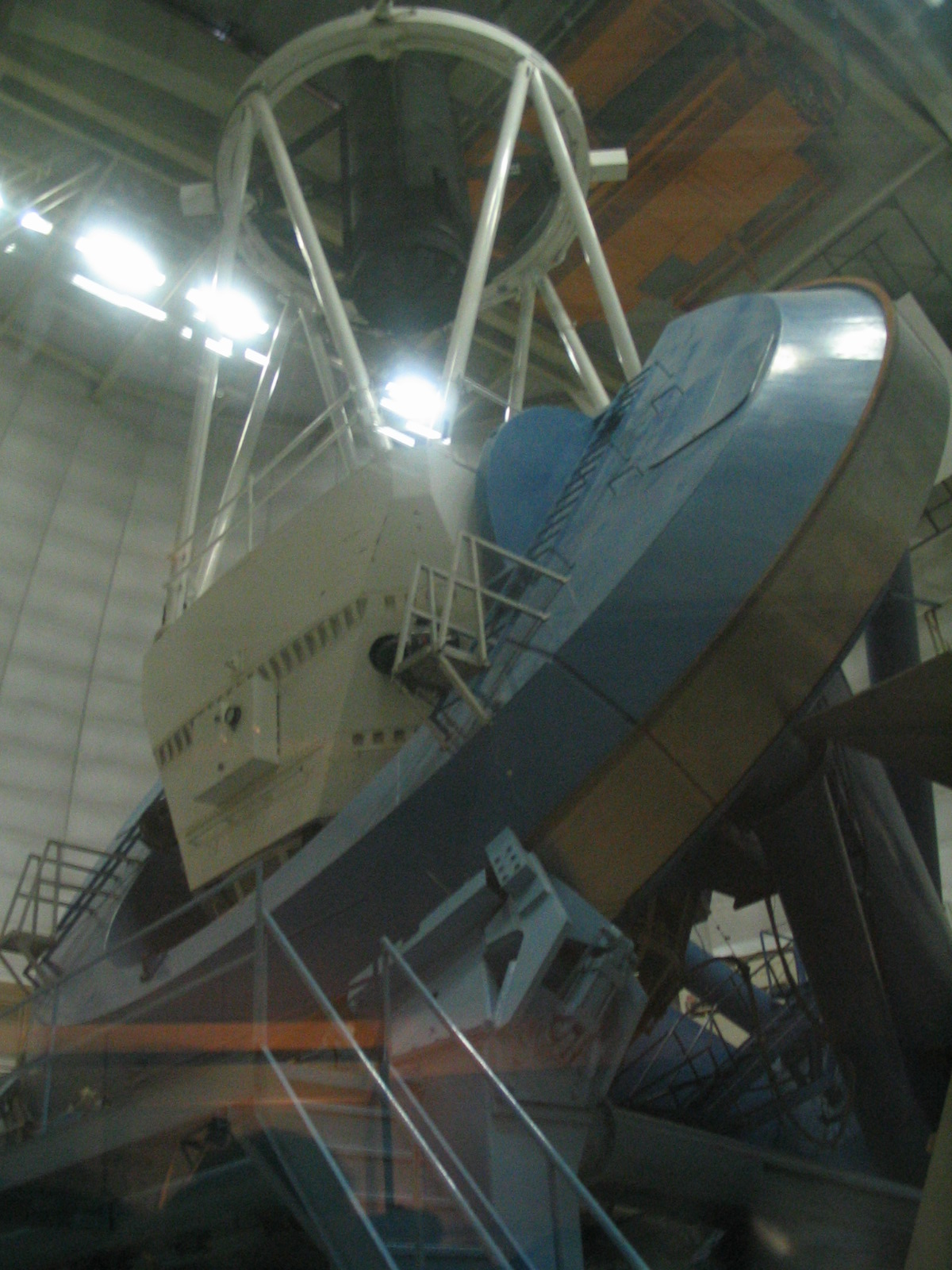
キットピーク国立天文台のメイオール望遠鏡

観測天文学（Observational Astronomy）は、理論天文学に対して、データの記録に関連する天文学の一分野である。望遠鏡やその他の機器を用いた天体の観測の実践である。
科学としての天文学は、遠い宇宙の性質の直接的な実験が不可能であることが、いくらか妨げになる。しかしこれは、膨大な量の恒星現象の観測結果があることで部分的に緩和される。これにより、観測データをグラフにプロットすることが可能となり、一般的な傾向が導かれる。変光星等の特定の現象の近くの例は、より遠い場所での現象の振る舞いを推測するのに用いられる。

## 望遠鏡
ガリレオ・ガリレイは、空に望遠鏡を向け、観測結果を記録した最初の人物として知られている。それ以来、観測天文学は、望遠鏡の技術の発達により着実に進展してきた。
観測天文学の伝統的な分類は、観測に用いた電磁波の周波数に依る。
- 光学天文学は、鏡、レンズ、固体検出器等を用いて近赤外線から近紫外線の波長の光を観測する天文学の一分野である。人間の眼で検出可能な400から700nmの波長を用いる可視光天文学は、この真ん中の領域に当たる。
- 赤外線天文学は、赤外線（ケイ素の固体検出器の検出限界である1μmを超える）放射の検出と分析を扱う。最も一般的な機器は反射望遠鏡であるが、大気からの熱放射が問題になる波長では宇宙望遠鏡も用いられる。
- 電波天文学は、mmから10mの波長の放射を検出する。受信機はラジオ放送に用いられるものと似ているが、遙かに感度が良い。電波望遠鏡も参照。
- 高エネルギー天文学には、X線天文学、ガンマ線天文学、紫外線天文学が含まれ、ニュートリノや宇宙線を観測する。

光学天文学や電波天文学は、その波長では大気は比較的透明であるため、地上の天文台で行われる。天文台は、地球の大気による吸収や歪みを最小限にするため、通常は標高の高い場所に設置される。赤外線領域の周波数は、水蒸気にかなり吸収されるため、赤外線天文台の多くは乾燥地や標高の高い場所、または宇宙に設置される。
X線天文学やガンマ線天文学、紫外線天文学、遠赤外線天文学に用いられる波長では、いくつかの波長の「窓」を除き、大気は不透明である。そのため、観測はバルーンを用いるか宇宙で行う必要がある。しかし、強力なガンマ線は、大規模な空気シャワーとして検出され、宇宙線の研究は天文学でも急速に発展する分野である。

## 光学望遠鏡
観測天文学の歴史のほとんどにおいて、ほぼ全ての観測は光学望遠鏡を用いて可視光領域で行われた。地球の大気はこの波長では比較的透明であるが、望遠鏡による観測のほとんどは、シーイングの条件や大気の透明度に依存し、通常は夜間に限られる。シーイングの条件は、大気中の乱流や熱変動に依存する。雲や乱流の発生が多い地域では、観測の解像度が制限される。満月が反射光で空を輝かせるのと同様に、暗い天体の観測には妨げとなる。
観測の目的には、光学望遠鏡にとって最適な場所は間違いなく宇宙空間である。宇宙空間では、望遠鏡は大気の影響を受けることなく観測ができる。しかし、現在は軌道に望遠鏡を打ち上げるには多額の費用がかかるため、次善の場所として、曇りの日が少なく大気の状態が良い山頂に設置される。マウナケアやラ・パルマの山頂はそのような条件を備え、また、数は少ないが内陸にもこのような場所はあり、チリにはチャナントール天文台、パラナル天文台、セロ・トロロ汎米天文台、ラ・シヤ天文台等がある。これらの場所には、開発に数十億ドルも要するような強力な望遠鏡が集まっている。
夜空の暗さは、光学天文学にとって重要な要素である。街や人口の多い地域の拡大に伴い、夜の人工光の量は増えている。このような人工光は希薄な背景光となり、暗い天体の観測を非常に難しくする。アリゾナ州やイギリスでは、このような光害の削減を訴えるキャンペーンが行われている。街灯に覆いをかぶせることは、地面に向かう光の量を増やすだけではなく、空に向かう光を減らす効果も持つ。
大気の効果は、望遠鏡の解像度を大きく低下させる。大気によるぼやけ効果の補正なしには、口径15から20cm以上の望遠鏡は、可視光波長での理論的な解像度を達成できない。結果として、超大口径の望遠鏡を用いる一番の利点は、集光容量の増大により非常に暗い天体が観測できることである。しかし、補償光学、スペックル・イメージング、開口合成等の技術により、解像度の低下も克服され始めている。
天文学者は、天体を観測するための様々な観測機器を持っている。太陽や地球に比較的近い天体には、より遠い背景に対して、直接的で非常に正確な位置天文学を用いることができる。この手の初期の観測は、いくつかの惑星の非常に正確な軌道モデルを作るのに用いられ、またそれらの相対質量や重力による摂動を決定した。またそのような測定は、天王星や海王星、そして間接的ではあるが冥王星の発見に寄与し、間違ってはいたが、水星の軌道の内側にバルカンが存在することを予測した。

## その他の機器
可視光領域の他に、電磁波の別の領域から得られる情報も増えてきた。そのような測定の最初期のものは、太陽の熱的性質について行われ、日食の時にコロナからの放出の測定が行われた。
電波の発見に伴い、天文学の新しい分野として電波天文学が生まれた。長い波長の電波は、良い解像度の画像を得るためにより大きな集光アンテナを必要とし、後に高解像度の合成開口画像を得るための複アンテナ干渉計の開発に繋がった。マイクロ波受信機の開発は、ビッグバンに関係する宇宙マイクロ波背景放射の発見を導いた。
電波天文学は、地球の大きさよりも大きい干渉計を作るための電波天文衛星はるかの活用等でさらにその範囲を拡大した。しかし、別の目的への電波の利用の拡大により、恒星からの電波のシグナルは徐々に弱くなっており、将来の電波天文学は、月の裏のような電波から保護された場所で行われるようになるかもしれない。
20世紀末には、天文機器の技術が急速に発達した。光学望遠鏡はさらに大きくなり、また補償光学を採用することで大気のぼやけを抑えている。宇宙に設置される望遠鏡も出現し、赤外線、紫外線、X線、ガンマ線で観測を行っている。干渉計アレイは、電波、赤外線、可視光の波長で、非常に解像度の高い画像を生成した。ハッブル宇宙望遠鏡のような軌道上の望遠鏡は、非常に暗い天体を可視光領域で観測し、天文学についての知見を急速に増やしている。開発中の新しい宇宙望遠鏡は、太陽系外惑星を直接観測することが期待されている。

### 望遠鏡以外の機器
ニュートリノ天文学は、通常は巨大な地下タンクであるニュートリノ検出器を用いて天体を観測する天文学の一分野である。恒星や超新星の中での原子核反応は、大量のニュートリノを発生させ、そのうちのごくわずかがニュートリノ検出器によって検出される。ニュートリノ天文学は、太陽核等、光学望遠鏡では観測できない過程の観測を目的に発展した。
重力波検出器は、中性子星等の大質量の天体の衝突等の事象を捉えるために開発された。太陽系の惑星の詳細な観測に宇宙探査機を用いることも増えており、惑星科学の分野は、地質学や気象学の分野と重なってきている。

## 観測機器
ほぼ全ての近代の観測天文学で主要な機器は望遠鏡である。望遠鏡は光を集め、非常に暗い天体を見えるようにし、また小さく遠い天体を拡大する。光学天文学は、非常に精度の高い光学部品を必要とする。例えば、曲がった鏡を作るために、その表面を光の波長程度以内の歪みになるように磨く必要がある。近代の「望遠鏡」の多くは、実際は、その解像度を合わせて開口合成を作るために協調して動く一連の望遠鏡から構成されている。
大きな望遠鏡は、気候から守るため及び観測条件を安定化させるためにドームに格納される。例えば、望遠鏡の両端の温度が異なると熱膨張のために構造が変化し、光学素子の位置を変え、像に影響を与える。このため、ドームは通常は明るい白色（酸化チタン(IV)）または無塗装の金属である。ドームは、空気が循環し、望遠鏡全体が周りと同じ温度になるように、観測が始まるずっと前の夕方頃に開かれる。風やその他の震動を避けるため、周りのドームや建物とは別のコンクリートの基礎に建てられるのが一般的である。
ほとんどの観測では、全天を横切る天体を望遠鏡で追跡する必要がある。言い換えると、地球の自転の影響を滑らかに補償する必要がある。コンピュータによる制御の出現までは、一般に赤道儀が用いられており、小さな望遠鏡では現在でも使われている。しかし、構造的に貧弱な設計であり、望遠鏡の直径や重さが増すにつれて邪魔になってきた。赤道儀を備えた世界で最も大きな望遠鏡は、5.1mのヘール望遠鏡であるが、最近の8から10mの望遠鏡は、構造的により優れた経緯儀を用いている。2006年時点で、Thirty Metre Telescopeや直径100mのOWL望遠鏡等、巨大な経緯儀望遠鏡の設計プロジェクトが進行している。
アマチュア天文学者は、ニュートン望遠鏡や反射望遠鏡等を用いるが、最近はマクストフ望遠鏡の利用も増えてきた。
数世紀に渡って、写真は観測天文学で重要な役割を果たしてきた。しかし、最近30年では、CCDやCMOS等のデジタルセンサによる撮像装置に置き換わっている。測光法や干渉法の分野では、さらに長い間、電子検出器を用いてきた。天体写真には、特別な写真フィルムが用いられるが、CCDの90%以上に対して、約3%という低い量子収率等の様々な欠点がある。近代のほぼ全ての望遠鏡は電子アレイである。化学フィルムの解像度は電子検出器よりも良いため、サーベイ等の特定の目的のためには、ガラス板が未だに用いられている。
写真の発明の前には、全ての天文学は裸眼で行われた。しかし、フィルムの感度が十分高くなる前に、圧倒的な利点のために、天文学全体がフィルムに移行した。
- 人間の眼は瞬間の現象を切り捨てるが、写真フィルムはシャッターが開いている期間の光を集める。
- 撮影した画像はずっと残るため、多くの天文学者が同じデータを用いることができる。
- 経時的に変化する天体を観測することができる（SN 1987A等）。

ブリンクコンパレータは、空の同じ領域を別の時間に撮影した
、2枚の良く似た写真を比較するのに用いられる機器である。コンパレータは、2枚のプレートを交互に入れ替え、明るさの異なる点を点滅する点や筋として明らかにする。この機器は、小惑星や彗星、変光星を発見するのに用いられる。
マイクロメータは、二重星を測定するのに用いられる道具である。一緒にまたは独立して動く一対の線から構成されている。望遠鏡のレンズはこの対と列を作り、恒星の分離角と同じ角度のワイヤを用いて方向を合わせられる。可動ワイヤはその後、2つの恒星に合わせて調整され、真の分離角が読まれる。
分光器は、観測天文学に不可欠な機器である。元素による特定の波長の光の吸収は、観測される遠い天体の特性を調べることを可能にする。これにより、太陽の放出スペクトルからヘリウムが発見され、遠い恒星、銀河、その他の天体について多くの情報が得られた。スペクトルのドップラーシフト（特に赤方偏移）は、視線運動や地球からの距離を決定するのに用いられる。
初期の分光器としては、光を幅広いスペクトルに分けるプリズムが用いられていた。後に、プリズムに比べて光りの喪失量が少ない回折格子が開発され、スペクトル解像度が向上した。スペクトルは長露光で撮影することができ、遠い銀河等の暗い天体のスペクトルの測定を可能とした。
色指数を測定する手段として、1861年から天体測光法が用いられるようになった。この技術は、特定の周波数範囲で恒星の等級を測定することで、全体の色、そして恒星の温度を決定することを可能とした。1951年までに、国際標準としてUVB等級が採択された。
現在は、CCDを用いた光電測光法が観測にしばしば用いられている。このような感度の良い機器は、個々の光子に近い明るさや眼では見えないスペクトルまで記録することができる。長い時間で到達する数個の光子を記録できることで、大気の効果をある程度コンピュータで補正することが可能となり、解像度を向上させることができた。さらに解像度を向上させるために、複数のデジタル画像を結合することもできる。補償光学と組み合わせると、画質を望遠鏡の理論的な解像度に近づけることができる。
特定の周波数又は周波数領域を持つ天体の観測には、光学フィルターが用いられる。多層フィルムのフィルターは、周波数の透過と阻害を非常に正確に制御できるため、例えば励起した水素原子からの特定の周波数のみを放出する天体を観測することができる。またフィルターを使って、光害の効果を部分的に補正することもできる。偏光フィルターは、光源が偏光を放出しているか、またその偏光の方向を確かめるために用いられる。

## 観測
天文学者は、高赤方偏移銀河、活動銀河核、ビッグバンの残光や様々な種類の恒星、原始星等、多くの種類の天体を観測する。
それぞれの天体について、様々な種類のデータが集められる。天体の位置座標の決定には球面天文学の技術が用いられ、等級は地球から見た明るさを決める。スペクトルの異なる部分での相対光度は、天体の温度についての情報を与える。スペクトルの写真を使うと、天体の化学組成が分かる。
背景に対する恒星の視差の変化は、恒星までの距離を求めるのに使われる。恒星の視線速度と経時的な位置の変化（固有運動）は、太陽に対する速度を測定するのに用いられる。恒星の光度の変化は、恒星大気の不安定性の証拠または伴星の存在を示す。連星の軌道は、それぞれの恒星の相対質量または合計質量を測定するのに用いられる。分光連星は、恒星と近接伴星のスペクトルのドップラーシフトを観測することで発見される。
同時に生成し、同じような環境にある同じ質量の恒星は、観測上の特徴も似る傾向にある。球状星団のように密接に関連した恒星の質量の観測は、恒星の種類の分布を構築するデータを提供する。
遠い銀河や活動銀河核の観測は、全体的な形や性質、属する銀河団等を明らかにする。別の銀河に存在するある種の変光星や光度が既知の超新星は、標準光源とされ、属する銀河までの距離を推測する手がかりとなる。宇宙の膨張により、遠い銀河のスペクトルは距離に応じて偏移し、銀河の視線速度のドップラー効果によって変化する。銀河の大きさと赤方偏移は、銀河までの距離を推測するのに用いられる。多数の銀河の観測は赤方偏移サーベイと呼ばれ、銀河の形成と進化のモデル化に用いられる。